# Josep Civil i Castellví
Josep Civil i Castellví (Molins de Rei, Baix Llobregat, 1876 — Étampes, Illa de França, 1956) va ser un compositor català.
Compositor i organista. Estudià a la Schola Cantorum de París, conjuntament amb el seu germà Francesc Civil. A París convisqué amb artistes i músics de renom (Vincent d'Indy, Henri Duparc, Charles Bordes, Erik Satie, Jacques Chailley…) i de la mà d'Issac Albéniz es va introduir en el rovell de l'ou de l'agitada vida artística parisenca de principis del segle xx. Va ser professor d'harmonia a la Schola Cantorum de París (1921-1941) i organista de Saint-François-Xavier. És autor, entre d'altres, de Canigó (1910), òpera inèdita amb text de Jacint Verdaguer i escenografia de Lluís Jou, i del poema simfònic Aurora (1913), amb text d'Alexandre Arnoux. El seu catàleg compositiu comprèn més de 400 obres. Al llegat de la Unión Musical Española es conserven les obres A las ánimas benditas, per a cor i orgue, i Flores, melodies místiques amb text de Verdaguer, per a veu i piano.